# Festival Incanti
Il festival Incanti è una manifestazione teatrale che si svolge annualmente a Torino dal 1994 sotto il patrocinio di (principalmente): MiBACT, Regione Piemonte, Città di Torino, Compagnia di San Paolo e Fondazione CRT.
Il festival è stato creato dall'Associazione Culturale Controluce Teatro d'Ombre nel 1994 come un esperimento nel teatrino del Museo d'arte contemporanea del castello di Rivoli con il nome di Incanti Rassegna Internazionale di Teatro di Figura.
A partire dal 2002, per riconoscimento della stampa, Incanti “da raffinato festival di nicchia, da chicca preziosa per un pubblico di élite, si è trasformato in uno degli appuntamenti di teatro di figura tra i più prestigiosi d'Europa”, dedicato principalmente al pubblico adulto con un programma tra tradizione e ricerca che privilegia spettacoli multimediali dove siano evidenti le connessioni tra performance, musica, arti visive e poesia.

## Finanziamento
Agli inizi il festival contava unicamente sul sostegno della Regione Piemonte e la collaborazione del Museo d'arte contemporanea del castello di Rivoli. Negli anni si sono aggiunti come sostenitori la Compagnia di San Paolo, la Fondazione CRT, la Città di Torino attraverso il Sistema Teatro Torino, il Comune di Grugliasco, la Fondazione Teatro Stabile di Torino e il MiBACT.

## Collaborazioni
Incanti collabora regolarmente con la Fondazione Teatro ragazzi e Giovani di Torino, il Museo Nazionale del Cinema, l'Istituto per i Beni Marionettistici e Teatro Popolare. Nelle passate edizioni si è assicurato la collaborazione di altri festival italiani ed esteri e di istituzioni quali Aiace Torino, ASIFA, Goethe Institut di Torino, Forum Austriaco di Cultura, Istituto Giapponese di Cultura, Istituto Raimondo Lullo, Wallonie–Bruxelles International, MAO-Museo d'arte orientale (Torino), Museo diffuso della Resistenza, della deportazione, della guerra, dei diritti e della libertà di Torino, Museo Regionale di Scienze Naturali (Torino), Festival dei popoli di Firenze.

## Compagnie e artisti ospiti
Incanti ha ospitato artisti e compagnie da tutta Europa, oltre che da Asia, Americhe e Australia, rappresentanti sia della tradizione - ad es. Prasanna Rao, Kathakali Center del Kerala, Cengiz Özek, Richard Bradshaw - che della ricerca contemporanea - Stephen Mottram, Dondoro Theatre, Max Vandervorst, Gyula Molnar, Compagnie Gare Centrale, Duda Paiva, Nori Sawa. Presenti anche compagnie italiane, dal surrealismo eclettico - come il Teatro dei Sensibili di Guido Ceronetti - all'avanguardia attuale.

## Progetti didattici e produttivi
PIP - Progetto Incanti Produce. Dal 2008, selezionati tramite bando internazionale e con vitto e alloggio coperti da Incanti, un gruppo di studenti e professionisti del teatro di figura creano ogni anno uno spettacolo nuovo da presentare al festival sotto la direzione di registi di fama internazionale, quali Eva Kaufmann (2008), Neville Tranter (2009), Frank Soehnle (2010), Gyula Molnar (2011), Andrew e Kathy Kim (2012), Duda Paiva (2013), Max Vandervorst (2014), Nori Sawa (2015), Agnès Limbos (2016). L'edizione 2017 sarà affidata ad Anna Ivanova-Brashinskaya.
Workshop di Teatro d'Ombre. In collaborazione con il Dipartimento Educazione del Museo d'Arte Contemporanea del Castello di Rivoli, Incanti programma ogni anno un breve laboratorio che vede il coinvolgimento di noti "ombristi" della scena internazionale.

## Sezione per le scuole e per le famiglie
Una sezione rivolta alle scuole si svolge al Chalet Allemand del Parco Culturale Le Serre in collaborazione con il Comune di Grugliasco. In collaborazione con la Fondazione Teatro Ragazzi e Giovani onlus, sono programmati annualmente spettacoli anche per le famiglie, nella sede della Casa del Teatro di Torino.